# Rynek 6 (Lublin)

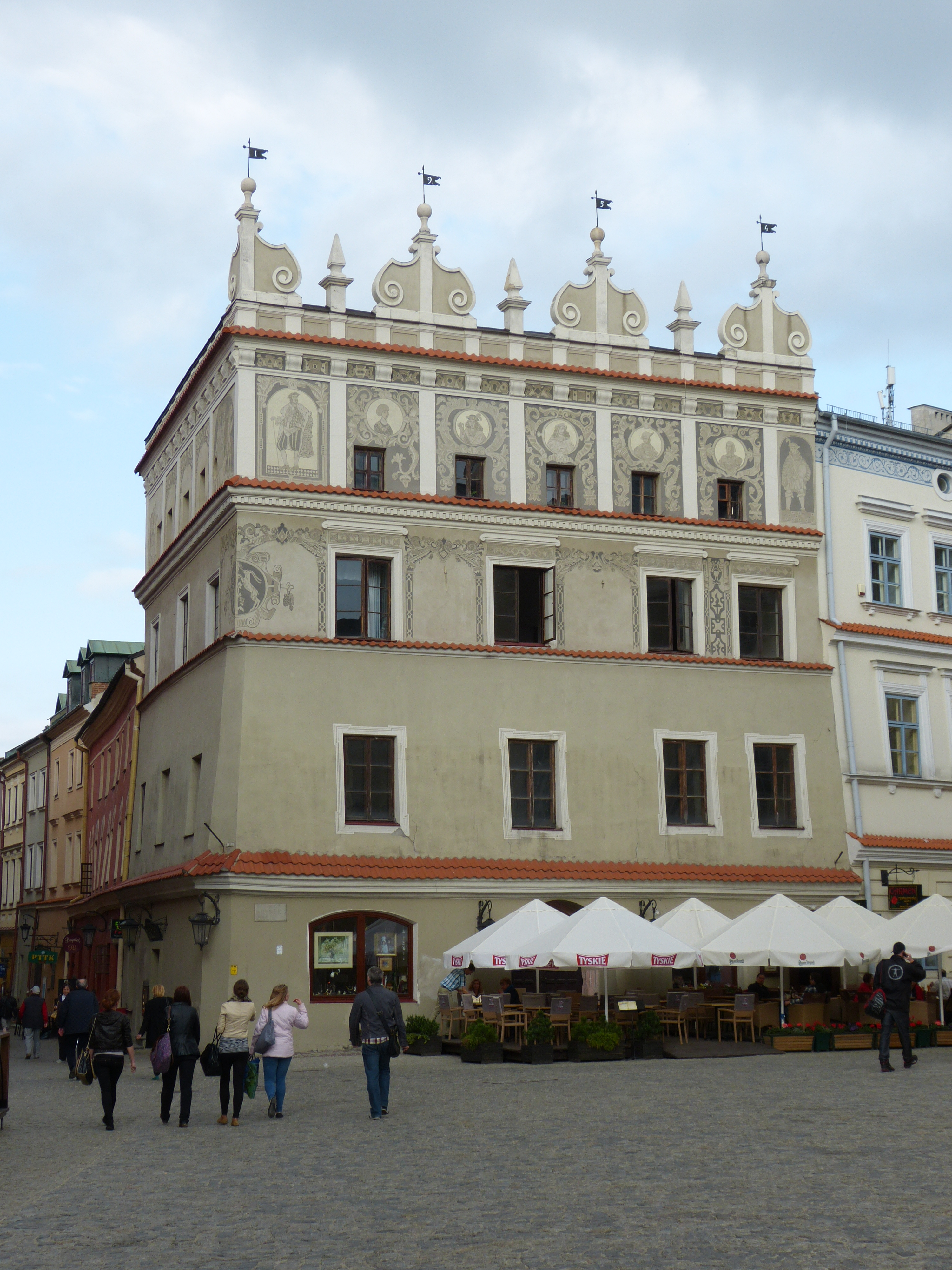
Gebäude bei Rynek 6 in Lublin

Das Gebäude an der Adresse Rynek 6 befindet sich in der historischen Altstadt von Lublin in Polen, genauer: am Marktplatz.

## Geschichte
Das Wohnhaus wurde im 15. Jahrhundert errichtet und war im Besitz des aus Chelm stammenden Stefan de Wilczyno. Nach dem Brand im Jahr 1575 wurde es von Piotr Mularz wieder aufgebaut und mit Sgraffito versehen. 1670 wurde das Gebäude untermauert. Zu dieser Zeit wurde auch das Dachgeschoss umgestaltet. Während archäologischer Untersuchungen in den 1920er Jahren wurde eine Vielzahl an Mauerresten aus der Gotik und Renaissance an den Fensterrahmen sowie zwei Portale im Hinterhof entdeckt. In der ersten Hälfte des 17. Jahrhunderts war das Haus im Besitz der Cichorzewski Familie. Vermutlich zu dieser Zeit wurde ein Renaissancedach geschaffen. Danach ging es in den Besitz der Lemek Familie über. Eine erneute Renovierung und Erweiterung fand Anfang des 20. Jahrhunderts statt. 1938 wurde die Fassade instand gesetzt und ein Sgraffito-Fries von Szczęsny Felicjan Kowarski hinzugefügt. Im gleichen Jahr wurde auch ein Portal mit Glyphen aus dem 17. Jahrhundert freigelegt. Nach der Zerstörung des Gebäudes im Zweiten Weltkrieg wurde es 1954 wieder aufgebaut. Der Wiederaufbau umfasste die Umgestaltung des dritten Stockes in ein weiteres Geschoss. Die Gestaltung des Daches wurde nach freien Interpretationen auf Basis historischer Formen durchgeführt. Ebenso die Sgraffito von Maria und Lech Grześkiewicz mit Darstellungen des Händlerlebens und Figuren.